# Anochetus intermedius
Anochetus intermedius es una especie extinta de hormigas de la subfamilia Ponerinae. Solo se conoce a partir de dos fósiles que probablemente datan del Mioceno, encontrado en la isla de La Española. Anochetus intermedius es una de las ocho especies del género de hormigas Anochetus que se han descrito a partir de fósiles conservados en ámbar dominicano. Es parte de la especie de Anochetus que se encuentra en las Antillas Mayores.

## Historia y clasificación
Anochetus intermedius solo se conoce a partir de un fósil del insecto que, junto con dos moscas, otras tres hormigas y dos colémbolos, constituye un inclusión en una pieza amarilla transparente de ámbar dominicano. El ámbar fue producido por un árbol de la especie extinta Hymenaea protera que creció en la isla de La Española hasta el sur de México. El espécimen fue tomado de una mina de ámbar no identificada.

## Descripción
El espécimen holotipo de Anochetus intermedius está bastante bien conservado, a pesar del hecho de que algunas estructuras corporales se perdieron antes de su inclusión en el ámbar. La muestra también muestra distorsiones en su longitud debido al flujo de la resina que formó el ámbar. El cuerpo del espécimen mide aproximadamente 4.56 milímetros (0.18 pulgadas) de largo , su cabeza tiene 0.80 milímetros (0.031 pulgadas) de largo y sus mandíbulas tienen 0.84 milímetros (0.033 pulgadas) de largo. El color del cuerpo es generalmente marrón parduzco que tiende a amarillo; las coxas, fémures, trocánter y láminas de las mandíbulas son de tono amarillento. La cabeza, las puntas de las mandíbulas, las antenas, las tibias y los tarsos son todos de color marrón. Las mandíbulas son un 25% más largas que el ancho de la cabeza y son algo más largas que la cabeza. Se ensanchan ligeramente desde la base hasta el final, y tienen siete dientes a la izquierda y ocho dientes a la derecha. Los dientes son cada vez más pequeños desde la base de la mandíbula hasta su extremo. Los tres dientes al final de cada mandíbula son delgados y alargados para agarrar mejor a la presa. El mesotórax y el pronórax tienen un ligero perfil en U con sus partes inferiores curvadas hacia arriba. Propodium tiene espinas cortas de 0.04 milímetros (0.0016 in)de largo, en el borde posterior, mientras que el pecíolo tiene espinas más largas de 0.12 milímetros (0.0047 in) dispuestas centralmente.

## Ciclo de vida
El ámbar dominicano databa del Mioceno por debajo del promedio, el pisos Burdigalian y Langhian o hay aproximadamente entre 20.4 y 13.8  Ma (hace millones de años). Incluso podría ser tan antiguo como el Eoceno medio ( hace 49 a 37 millones de años), basado en fósiles de coccolitos asociados.

## Etimología
Cuando la especie ha sido descrita, el espécimen holotipo se llevó a cabo en las Colecciones Amber del Museo de Historia Natural de Londres. El holotipo fósil fue estudiado por primera vez por la entomóloga Maria L. De Andrade de la Universidad de Basilea, lo que llevó a la publicación original en 1991 de la descripción del tipo en la revista Stuttgarter Beiträge zur Naturkunde. Serie B (Geologie und Paläontologie). El nombre de la especie proviene de la palabra latina intermedius que significa "intermedio".

## Especies del mismo género
La especie es una de las ocho hormigas del género Anochetus que se han descrito del ámbar dominicano. Se describieron dos especies antes de A. intermedius a saber, A. corayi en 1980 y A. brevidentatus en 1991. Las otras cinco especies, A. ambiguus, A. conisquamis, A. dubius, A. exstinctus y A. lucidus tienen fueron descritos por De Andrade en el mismo artículo científico de 1994 que presenta A. intermedius. Varias especies modernas viven en las Antillas Mayores, incluidas al menos tres en la isla de La Española.